# Med kameran som tröst, del 2
Med kameran som tröst, del 2 är en svensk dokumentärfilm från 2004 i regi av Carl Johan De Geer. Filmen bygger vidare på De Geers bok Med kameran som tröst från 1980 och utgår från De Geers eget liv.
Filmen belönades med Göteborgs filmfestivals nordiska pris 2004.